# داود بن سليمان الجراح
داود بن سليمان الجراح (1912 - 1956) شاعر كويتي. ولد في مدينة الكويت ونشأ فيها في بيئة دينيّة ودرس على أخيه محمد بن سليمان الجراح النحو واللغة، ثم تنقّل بين أقطار الخليج والهند. شعره رقيق تبرز فيه روح الفكاهة التي كانت تميّز شخصيّته. وتوفي في مسقط رأسه مدينة الكويت.

## سيرته
ولد داود سليمان الجراح في مدينة الكويت سنة 1912م/ 1331 هـ.درس على يد عدد من علماء عصره وأخيه محمد، وأتقن النحو والفقه والحديث والتفسير. كان من معلميه عبد الله الخلف الدحيان و أحمد عطية الأثري. تفرغ لعمله الخاص.

## شعره
يمتاز شعره بالرقة والشفافية، وقد قال في أغراض مختلفة، تقليدية، كالمطارحات والوصف، أما ثمرة أسفاره فكانت قصائده في الحنين إلى الوطن.
 من شعره حبّ الحداق:

## إقرا أيضا
- محمد بن سليمان الجراح